# أوقستو براندت
أوقستو براندت (بالإسبانية: Augusto Brandt) هو ملحن فنزويلي، ولد في 1892 في بويرتو كابيلو في فنزويلا، وتوفي في 1942 في كاراكاس في فنزويلا.